# 皮森多夫
皮森多夫是奥地利萨尔茨堡州滨湖采尔县的一个市镇。总面积50.97平方公里，总人口3720人，人口密度73.0人/平方公里（2005年）。